# 法喀
法喀，又作法客、法克（1664年5月—1713年:249），滿洲鑲黃旗人，鈕祜祿氏。清朝外戚，鄂必隆之子，曾繼承鄂必隆的公爵。一度被其弟阿靈阿所害。

## 生平
根据《开国佐运功臣弘毅公家谱》等文献记载，法喀生于康熙三年（1664年）五月，生母是侧室舒舒觉罗氏:249。父亲鄂必隆為康熙帝親政前的四位輔政大臣之一，康熙六年（1667年），康熙帝恩賜鄂必隆把一等公爵的爵位傳給法喀，但也還讓鄂必隆稱一等公。
康熙八年（1669年）五月，康熙利用了布庫少年設埋伏將鼇拜捉拿，並整肅鼇拜黨羽。康親王傑書等斷定鄂必隆犯有《大清律例》十二罪，但最後康熙還是繼續保留了法喀的爵位。
後來，法喀异母弟阿靈阿，指控法喀犯罪，朝廷改由阿靈阿繼為公爵。阿靈阿還欲斬草除根，於是散佈流言蜚語誣害法喀，想讓法喀被處死，法喀將此事向康熙帝申冤，康熙帝震怒，把阿靈阿撤職查辦，但還是保留了阿靈阿的公爵。

## 家庭
- 高祖，薩爾都。
- 曾祖，阿靈阿巴顏。
- 祖父，都陵阿。
- 父亲，一等公鄂必隆。
- 嫡母，愛新覺羅氏（父穎毅親王薩哈璘），愛新覺羅氏（父英親王阿濟格），巴雅拉氏。
- 生母，侧室舒舒觉罗氏[1]:249
- 妻子，爱新觉罗氏（父圖克善，祖父務默訥，先祖覺羅索長阿）
- 妻子，赫舍里氏，胞姊赫舍里氏封康熙帝之孝誠仁皇后，父正黄旗满洲、領侍衛內大臣一等公噶布喇，胞叔保和殿大學士索額圖，祖父辅政大臣一等公索尼。
- 兄弟姐妹[1]:249
  - 同母胞姊鈕祜祿氏，康熙帝孝昭仁皇后。
  - 同母胞姊妹鈕祜祿氏，康熙帝溫僖貴妃。
  - 胞姊鈕祜祿氏，嫁宗室雲升（父诗人、奉恩鎮國慤厚公高塞即皇太极第六子）。
  - 同母弟顏珠。妻佟佳氏；其胞姊一佟佳氏封康熙帝之第三位皇后孝懿仁皇后，胞姊二佟佳氏封康熙帝之愨惠皇貴妃，其父正藍旗漢軍（抬镶黄旗满洲）、禮部尚書一等公佟國維，祖父兵部尚書、定南大將军佟圖賴，曾祖輕車都尉佟养真。
  - 同母弟富保、一等公尹德。
  - 异母弟一等公阿靈阿。
- 子薩穆哈。孙儿薩爾善；继妻愛新覺羅氏（父宗室興岱，祖父宗室明瑞，曾祖固山貝子彰泰 (清朝)）。
- 子達色。
  - 孙儿托雲，乾隆二十年（1755）湖南永顺协副将[4]。女鈕祜祿氏，分别嫁：
    - 鑲黃旗滿洲、侍卫高枋（父高恆 (清朝)，祖父文淵閣大學士高斌，堂叔文华殿大学士高晉）。
    - 正黄旗满洲、候補中書伊爾根覺羅氏按臨（父乾隆壬申（1752）科舉人明德布，祖父武英殿大学士阿尔泰 (清朝大臣)）。高晉家族与阿尔泰家族都与正蓝旗汉军进士胡俊章家族有姻戚关系。
    - 正黄旗满洲、哈密通判伊爾根覺羅氏督倫（按臨与督倫系胞兄弟）。
    - 鑲黃旗滿洲、知府薩克達氏景善（胞兄督察院左副都御史景祿（1743-1821），父鑒察御史海晏）。
    - 正藍旗滿洲、易州通判伊爾根覺羅氏與成（父知府德明）。

  - 孙儿圖桑阿。其子山東巡撫同興（又佟興）。同興之女一鈕祜祿氏，嫁奉恩鎮國公、福州將軍宗室有鳳；女二鈕祜祿氏，嫁正蓝旗宗室、兵部尚书文莊公禧恩（父睿恭親王淳穎）。
  - 孙儿達朗阿。妻愛新覺羅氏（父弘晫，祖父淳度親王允祐即康熙帝第七子）。
  - 孙儿逹明阿。其子德興，妻石氏（苏完瓜尔佳氏，父正白旗漢軍、乾隆乙丑科進士石之珂；胞侄女苏完瓜尔佳氏，嫁道光丙戌进士宗室豫本，其子道光十八年（1838年）戊戌科进士传胪宗室灵桂）。
  - 孙儿圖明阿。其女鈕祜祿氏，嫁正黄旗满洲博尔济吉特氏廷灿（祖父一等侯马兰泰）。
- 子薩克新。
  - 孙女鈕祜祿氏，嫁覺羅佛明（父覺羅諾穆齊，先祖覺羅包朗阿即(追)興祖直皇帝福滿第五子）。